# رشيد عبد اللطيف

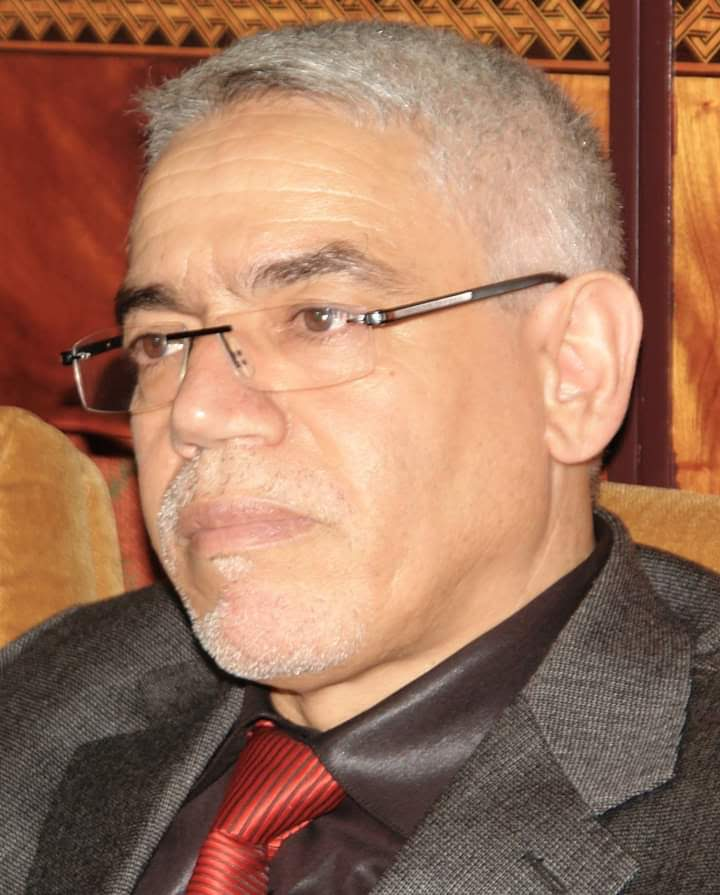

رشيد عبداللطيف (1956 _ النواصر) سياسي مغربي عضو في فريق العدالة والتنمية بمجلس النواب، تقلد منصب رئيس بلدية النواصر (1997-2003) ونائب برلماني عن اقليم النواصر لولايتين تشريعيتين مثتالتين (2016-2011) و (2021 -2016).

## النشأة والتعليم
ولد الاستاذ رشيد عبداللطيف 1956 بزاوية النواصر (اقليم النواصر) تلقى تعليمه الاولي بمسجد الزاوية حيت خثم القرأن الكريم على يد والده الفقيه (سي المكي) الذي كان إماما وخطيبا ومدرسا بهذه الزاوبة التي كان لها الفضل في تحفيظ القرأن وتدريس العلوم الشرعية. خلال القرنين 19و20. كما تابع دراسته الابتدائية بمدرسة زاوية النواصر ليتابع دراسته الاعدادية باعدادية مولاي عبد الرحمن والتانوية بثانوية ابن زيدون التأهيلية بالدارالبيضاء واستأنف مشواره الجامعي بجامعة الحسن التاني بالدارالبيضاء حيت حصل على شهادة الإجازة في الحقوق سنة (1984) بميزة (مستحسن) تخصص الإدارة الداخلية وكان بحثه لنيل شهادة الإجازة حول موضوع (الأزمة اللإقتصادية بالمغرب في مطلع الثمانينات) واستكمل دراسته الجامعية بجامعة فارسوفيا (1985) حيث حصل على شهادة متابعة الدراسة في التخطيط

## المسار المهني
اشتغل كمفتش ممتاز للمصالح المالية بوزارة التربية الوطنية قبل التحاقه بالبرلمان سنة2011

## المسار السياسي
بدأ مشواره السياسي كمنتخب جماعي بجماعة النواصر واستمر لمدة 24 سنة منذ (1994 – 2021) وشغل منصب رئيس بلدية النواصر (1997 - 2003) وتم انتخابه كنائب برلماني عن اقليم النواصر لولاتين تشريعيتين متثاليتين (2011 – 2016) و (2016-2021) حيت اشتغل كعضو في لجنة الداخلية بمجلس النواب (2011-2016) وبشتغل كعضو في لجنة مراقبة المالية العامة بمجلس النواب خلال الولاية الحالية (2016-2021) وهو أيضا رئيس مجموعة الصداقة البرلمانية المغرب/مالي (2016-2021).